# Maxim (časopis)
Maxim je mezinárodní pánský lifestylový časopis s měsíční periodicitou. Pochází z Velké Británie, kde byl založen v roce 1995 nakladatelstvím Dennis Publishing Ltd.

## Maxim v České republice
V roce 2002 koupilo vydavatelství Hachette Filipacchi 2000 s.r.o. český magazín Quo, který začal v Česku vycházet už v roce 1997 a měl podobné zaměření jako Maxim. Zakladatelem časopisu byl Martin Shenar.
Časopis vycházel nejprve s podtitulem Příručka pro použití zeměkoule, později Z jiného soudku a Pro muže s jiskrou. Od roku 2003 už časopis vycházel jako Maxim. V roce 2011 společnost Hubert Burda Media odkoupila od Martina Shenara jeho majoritní podíl ve společnosti Hachette Filipacchi 2000 a tu přejmenovala na BURDA Media 2000.
Postupně začalo ubývat intelektuálních témat (floatační tanky, rozhovory) a přibylo černého humoru a cynismu (např. rubrika Muž a smrt, parodie na časopis Žena a život).
V časopise působili novináři Ivan Brezina, Jan Strmiska, Adam Maršál, Ondřej Liška a Ivan Adamovič. Šéfredaktory byli Jiří Zbořil, David Černý, Michal Wernisch a od roku 2002 pak Pavel Vondráček, jenž skončil v roce 2013. K závěru července 2014 došlo k propuštění i pětice klíčových redaktorů. Důvod byly úspory a obsahové neshody původního týmu s vydavatelstvím Oficiálním důvodem se podle generální ředitelky stala „nová koncepce redakce“. V prosinci 2016 bylo vydávání časopisu ukončeno.
Oživení Maximu v listopadu 2020 pojalo zcela nový koncept a podobu (Lifestylový magazín pro muže a ženy), kopíruje současnou dobu, vychází nově jako česká a slovenská mutace pod vedením šéfredaktora Johnnyho Kortise, který vydává od roku 2013 časopis Playboy Slovakia. 

## Maxim Hot 100
Od roku 2000 časopis vyhlašoval anketu o sto nejpřitažlivějších žen roku Maxim Hot 100. Tabulka níže obsahuje rok, vítězku a její věk.
| Rok  | vítězka                      | věk    | poznámka                                                       |
| ---- | ---------------------------- | ------ | -------------------------------------------------------------- |
| 2000 | Estella Warren               | 22 let |                                                                |
| 2001 | Jessica Alba                 | 20 let | nejmladší vítězka                                              |
| 2002 | Jennifer Garnerová           | 30 let | podruhé, kdy vítězka v anketě debutovala                       |
| 2003 | Christina Aguilera           | 23 let |                                                                |
| 2004 | Jessica Simpson              | 24 let |                                                                |
| 2005 | Eva Longoria                 | 30 let |                                                                |
| 2006 | Eva Longoria                 | 31 let | první a jediná žena, která vyhrála dvakrát / nejstarší vítězka |
| 2007 | Lindsay Lohan                | 21 let |                                                                |
| 2008 | Marisa Millerová             | 30 let | potřetí, kdy vítězka v anketě debutovala                       |
| 2009 | Olivia Wildeová              | 25 let |                                                                |
| 2010 | Katy Perry                   | 26 let |                                                                |
| 2011 | Rosie Huntington-Whiteleyová | 24 let | počtvrté, kdy vítězka v anketě debutovala                      |
| 2012 | Bar Refaeli                  | 26 let | [ 22 ]                                                         |
| 2013 | Miley Cyrusová               | 20 let | [ 23 ]                                                         |
| 2014 | Candice Swanepoel            | 25 let |                                                                |
| 2015 | Taylor Swift                 | 25 let |                                                                |
| 2016 | Stella Maxwell               | 25 let | popáté, kdy vítězka v anketě debutovala                        |
| 2017 | Hailey Baldwinová            | 20 let |                                                                |
| 2018 | Kate Uptonová                | 25 let |                                                                |
| 2019 | Olivia Culpoová              | 27 let |                                                                |